# Vysoká fantasy

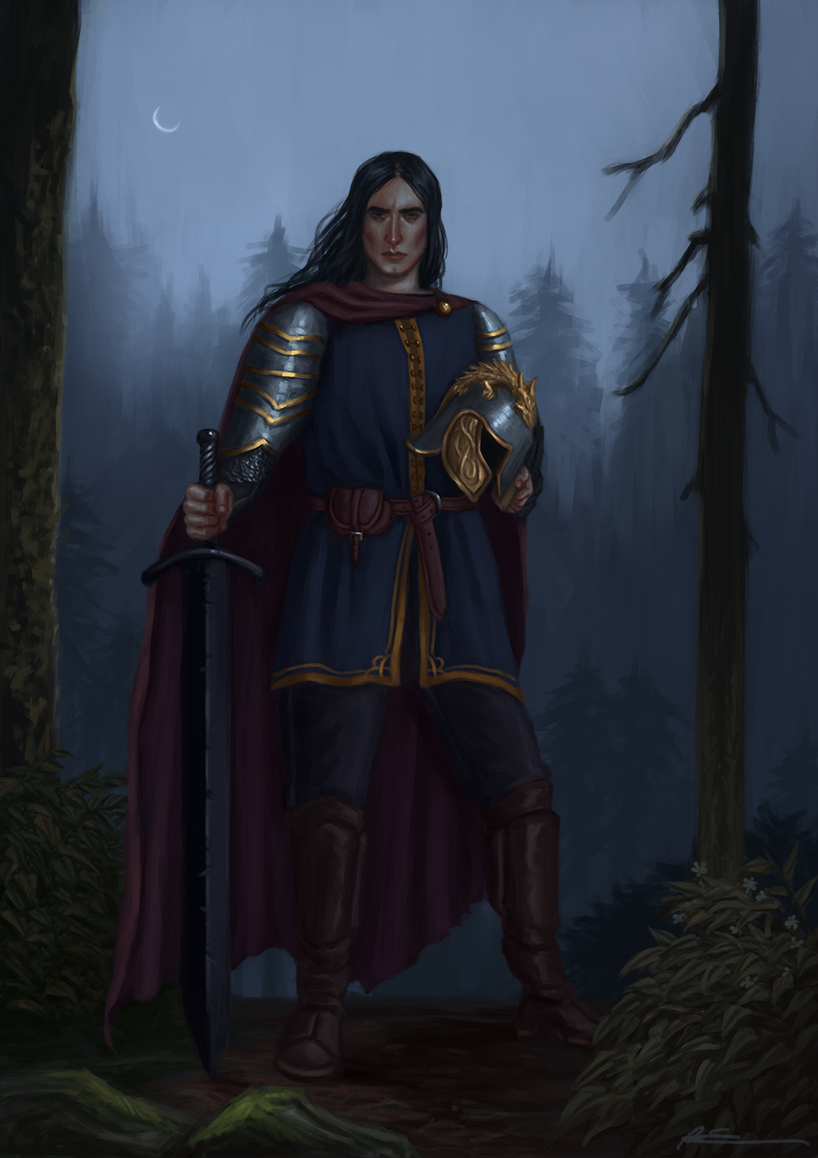
Vyobrazení Tolkienova hrdiny Túrina

Vysoká fantasy (anglicky high fantasy), často také epická fantasy (anglicky epic fantasy), je podžánr fantasy, který zachycuje hrdinský střet, nejčastěji mezi dobrem a zlem, v zevrubně propracovaném fantastickém světě. Anglická označení tohoto žánru se někdy objevují i v českých textech. Díla, která se k němu lze přiřadit, vznikají především ve fantasy literatuře, ale rovněž ve filmu a dalších médiích. Typickým příklad je Tolkienův Pán prstenů. Vysoká fantasy bývá založena na složitém syžetu s vícero liniemi, ústřední roli však obvykle zaujímá družina hrdinů. Inspiraci čerpá z rytířských románů, legend a dalších středověkých žánrů.

## Vymezení
Neff a Olša upozorňují, že termín nemá příliš jasné hranice, a odlišují ho především od „nižší“ dobrodružné fantasy typu meč a magie. Vysoká fantasy však podle nich namísto využívání napínavých dobrodružných zápletek klade důraz na mytický rozměr příběhu a jeho poselství.
C. Palmer-Patelová naopak vnímá označení vysoká fantasy či epická fantasy jako velmi široké, s tím, že v obecném užívání často zahrnuje také hrdinskou fantasy a fantasy typu meč a magie. Sama nicméně zdůrazňuje roli moderního epického hrdiny, který svou vazbou na posvátno a schopností sebeobětování navazuje na archaickou persónu mytologického hrdiny. Ve fikčním světě i v příběhu samotném hrají určující roli božstva, osud, střetnutí dobra a zla, chaosu a řádu či podobně zásadních sil. Jako příklad takového díla uvádí Pána prstenů, k epické fantasy nicméně řadí rovněž díla typu Harry Potter, kde vazba na posvátno či osud sice není vždy zcela explicitní, zůstává však klíčovou složkou děje. Za určující prvek epické či vysoké fantasy pak považuje velkolepý záběr: epická fantasy vyvrcholí radikální proměnou hrdiny a s ní spojenou proměnou celého světa nebo země. Od děl se širokým záběrem odlišuje díla, v nichž jde pouze o dílčí střety a zájmy, bez univerzálního přesahu, tedy o texty žánrů městská fantasy či meč a magie), které souhrnně označuje za „lokální fantasy“.
Někdy bývá vysoká fantasy zcela ztotožňována s hrdinskou fantasy. Encyklopedie fantastických světů vnímá „vysokou fantasy“, „epickou fantasy“ a „hrdinskou fantasy“ jako synonyma pro neobyčejně rozsáhlá, výpravná fantasy díla. U žánru přitom klade důraz na „heroického ducha“ příběhu, což vnímá jako důvod, proč hovořit o „hrdinské fantasy“. Současně však upozorňuje na to, že příliš nejde o hrdiny jakožto jednotlivé postavy, nýbrž spíše o heroicky laděný smyšlený svět, jenž je čtenáři přibližován také prostřednictvím map, rodokmenů, nejrůznějších přehledů a slovníků a pojednání o historii.

## Autoři
Encyklopedie fantastických světů se svým specifickým vymezením epické fantasy jako synonyma pro hrdinskou fantasy považuje za průkopníka žánru především Williama Morrise, a to díky stěžejní knize Studna na konci světa (1896). K žánru dále řadí autory jako lord Dunsany, J. R. R. Tolkien, Terry Brooks, David Gemmell, Stephen R. Donaldson, C. S. Lewis, E. R. Eddison a další.